# گوکانشو

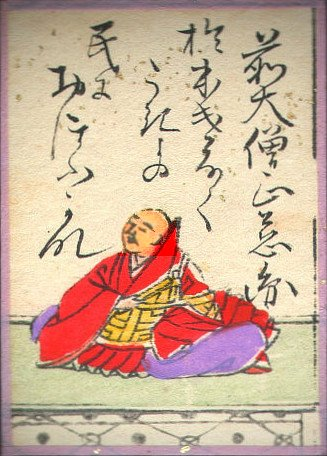
جلد اثر تاریخی گوکانشو

گوکانشو (به ژاپنی: 愚管抄 Gukanshō) یک اثر تاریخی و ادبی در مورد تاریخ ژاپن است. هفت جلد، توسط راهب آیین بودایی جیئن از فرقه تندای در ۱۲۲۰ میلادی نوشته شده‌است.